# Mamestra wlatinum
Mamestra wlatinum är en fjärilsart som beskrevs av Eugen Johann Christoph Esper 1786. Mamestra wlatinum ingår i släktet Mamestra och familjen nattflyn. Inga underarter finns listade i Catalogue of Life.